# 黑骏马 (张承志小说)
《黑骏马》，张承志的代表性中篇小说。
《黑骏马》荣获第二届全国优秀中篇小说奖。该中篇小说曾由著名导演谢飞改编为电影。

## 内容
“我”回到草原，借了一匹马，牧羊人认出这是“钢嘎·哈拉”（黑骏马），我于是想起了索米娅和往事。母亲去世后，父亲（公社社长）把我送到“额吉”家，同年生的“索米娅”和我是奶奶的宝贝，一起干活，一起上小学。索米娅喊我“巴帕”，我喊她“沙娜”、“吉伽”。春天，一匹黑马驹子站在我家门外，奶奶认为是神赐给我们家的礼物，小马驹便成了我家的第四个“人”。奶奶喜欢哼唱《黑骏马》，这歌谣讲述哥哥骑着黑骏马穿越草原寻找妹妹，听完歌谣，索米娅流泪不止，我给黑小马驹取名“黑骏马”，索米娅担心我不会回来。3年后，奶奶给黑骏马上了马鞍，这年我16岁，我懂得男子汉不仅只拥有一匹黑骏马，他还必须有一个心爱的女人，而索米娅来看我时，她也领悟到了。秋天，我们从公社返回伯勒根河湾，奶奶要我和索米娅结婚，我和索米娅相约17岁结婚，我拒绝了上大学，半年后，当我回到草原，却发现索米娅做了“希拉”的女人，有了他的孩子。我把希拉打倒在地上，骑着黑骏马去看索米娅，她在给自己的孩子缝衣服，我绝望和伤心地吐了一口黏血，走出了草原。
9年后，奶奶去世了，索米娅嫁到了白音乌拉，我决心去寻找她。我找到了索米娅凌乱的家，她在为学校运煤，我见到了她的大女儿“其其格”、老师、丈夫“达瓦仓”（大车老板）。索米娅早产，大女儿其其格出生时比猫咪一样小，奶奶带着索米娅和其其格，在奶奶死后，车夫达瓦仓领养了她们。第二天，黑骏马和我看到了索米娅，她的身材变粗壮了，手指变粗糙了，女人的体香也没有了，索米娅用带着煤灰的手摸着黑骏马，泪水夺眶而出。其其格曾被人骂做“野种”，索米娅告诉她，父亲叫“白音宝力格”，有一匹黑骏马，有一天，他会骑着黑骏马来看我们。我在索米娅家里住了5天，帮其其格买了书包和钢笔、纱巾，我感觉到草原上多了一个“成熟”的女人。我骑着黑骏马准备和她们告辞，索米娅呼喊一声“巴帕”，我浑身一震，她请求说，“如果你将来有了孩子，你又不嫌弃的话，把孩子送来吧，养大了我把他/她还给你！”

## 主题和风格
《黑骏马》语言朴实，以“黑骏马”为线索，用“奶奶”、“索米娅”描述了草原蒙古族开阔、宽容、忍耐、善良、勤劳的品质，也表现了蒙古族不同于汉族的爱情方式，敢于大胆示爱和追求爱情的豪爽。